# Mamuka Magrakvelidze
Pas d'image ? Cliquez ici

a Compétitions nationales et continentales officielles uniquement.

b Matchs officiels uniquement.
Dernière mise à jour le 28 novembre 2024.
Mamuka Magrakvelidze (en géorgien : მამუკა მაგრაქველიძე et phonétiquement en français : Mamouka Magrakvélidzé), né le 12 août 1977 à Tbilissi (Géorgie), est un joueur de rugby à XV, qui joue avec l'équipe de Géorgie, évoluant au poste de pilier (1,86 m pour 117 kg).

## Carrière de joueur

### En équipe nationale
- Il a disputé son premier match avec l'équipe de Géorgie le 3 mai 1998 contre l'équipe d'Ukraine[2].

## Palmarès
- Vainqueur du Championnat de France de 2e division en 2003 avec le Montpellier HR.
- Vainqueur du Bouclier européen en 2004 avec le Montpellier HR.

### En équipe nationale
- 20 sélections
- 2 essai, 10 points
- Sélections par année : 1 en 1998, 1 en 2000, 1 en 2001, 3 en 2002, 1 en 2004, 2 en 2005, 4 en 2006, 7 en 2007